# Słupia (Powiat Skierniewicki)
Die Gmina Słupia ist ein Dorf im Powiat Skierniewicki der Woiwodschaft Łódź in Polen. Es ist Sitz der gleichnamigen Landgemeinde mit 2609 Einwohnern (Stand 31. Dezember 2020).

## Geographie

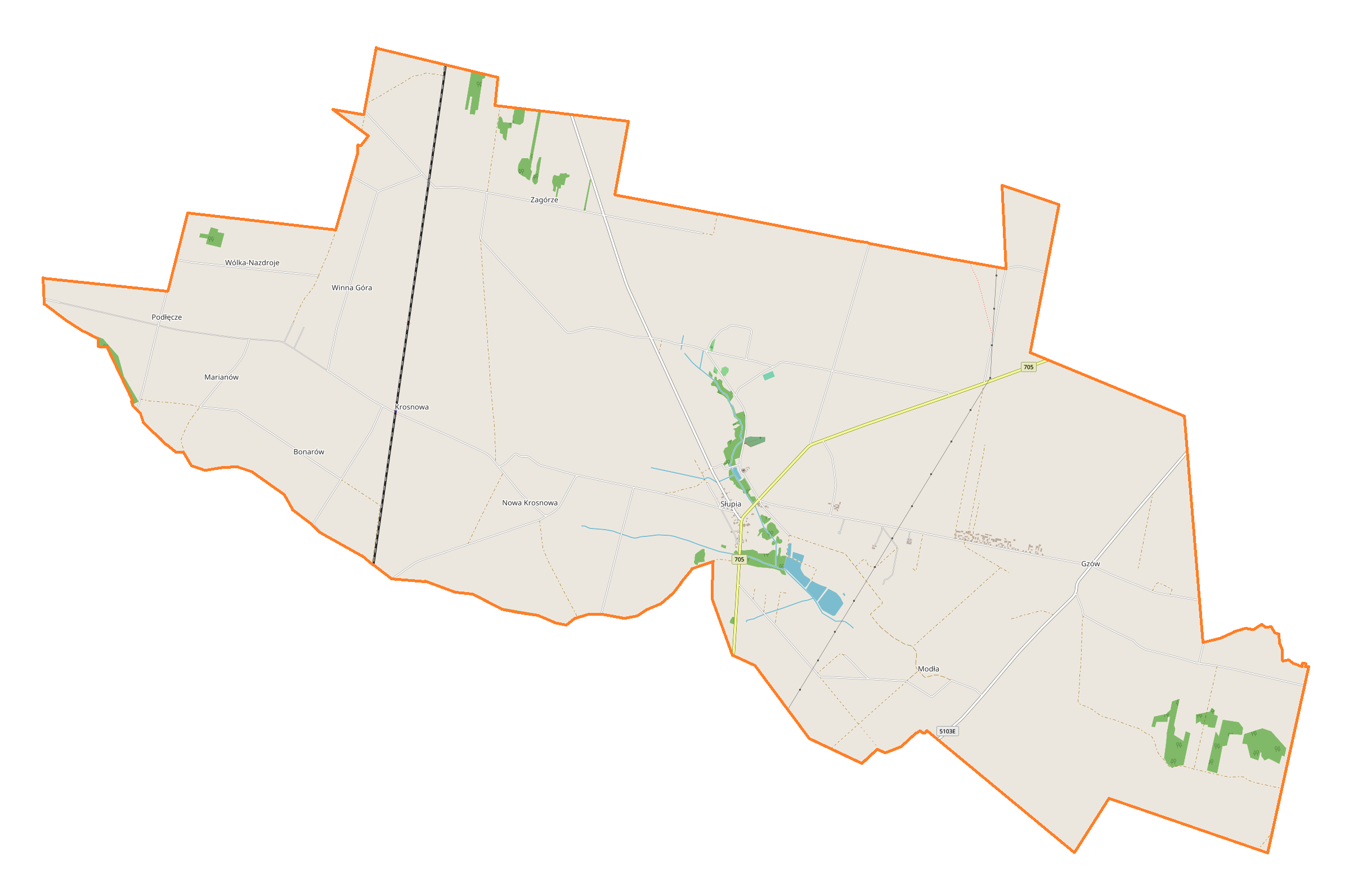
Lage des Orts in der Gemeinde

Der Ort liegt im Nordosten der Woiwodschaft. Die Kreisstadt Skierniewice liegt 15 Kilometer nordöstlich. Zum Dorf gehören die Ortsteile Borki und Zimna Woda im Norden sowie Bliski Gaj im Nordosten. Die weiteren Nachbarorte sind Zagórze im Nordwesten, Gzów im Osten, Modła im Südosten, Nowa Krosnowa und Krosnowa im Westen. Nahe dem Dorf entspringt der Bach Łupia, er wird südöstlich des Orts zu Teichen aufgestaut. Mit Ausnahme des bewaldeten Bachlaufs ist die Landschaft durch Landwirtschaft geprägt.

## Geschichte
Der Ort wurde am 17. Januar 1242 erstmals urkundlich erwähnt. Nach der deutschen Besatzungszeit kamen Dorf und Gemeinde zur Woiwodschaft Łódź. Im Jahr 1954 wurde die Landgemeinde in Gromadas aufgelöst und 1973 wiedergebildet. Im Jahr 1975 kam die Region zur Woiwodschaft Skierniewice, der Powiat wurde aufgelöst. Zum 1. Januar 1999 wurden die Woiwodschaft Łódź und der Powiat Skierniewicki wieder errichtet.

## Baudenkmale und Tourismus
Zu den Sehenswürdigkeiten gehören die Kirche Verklärung und St. Nikolaus aus dem 18. Jahrhundert, der freistehende Glockenturm und der Friedhof neben der Kirche. Sie wurden in den Jahren 1950, 1967 und 1994 als Baudenkmale in das Nationale Denkmalregister der Woiwodschaft eingetragen.
Die Fahrradroute „Śladami Reymonta“ (Auf den Spuren von Reymont) führt durch den Ort.

## Gemeinde
Zur Landgemeinde (gmina wiejska) Słupia gehören das Dorf selbst und 13 weitere Dörfer mit Schulzenämtern (sołectwa).

## Verkehr
Die Woiwodschaftsstraße DW705 führt von Jeżów im Süden in die Kreisstadt Skierniewice. Der Haltepunkt Krosnowa an der Bahnstrecke Warschau–Kattowitz liegt westlich des Dorfs. Der nächste internationale Flughafen ist Łódź.